# بادي ماكاي
بادي ماكاي (بالإنجليزية: Buddy MacKay)‏ (و. 1933 – م) هو سياسي، ومحامي من الولايات المتحدة الأمريكية . ولد في أوكالا، فلوريدا . تولى منصب أعضاء مجلس النواب الأمريكي، وعضو مجلس ولاية فلوريدا، وعضو مجلس النواب فلوريدا، وحاكم ولاية فلوريدا .
وهو عضو في الحزب الديمقراطي الأمريكي .

## التعليم
تعلم في جامعة فلوريدا